# Parsonsia tenuis
Parsonsia tenuis är en oleanderväxtart som beskrevs av Stanley Thatcher Blake. Parsonsia tenuis ingår i släktet Parsonsia och familjen oleanderväxter. Inga underarter finns listade i Catalogue of Life.